# Wooperton
Wooperton är en ort i civil parish Roddam, i grevskapet Northumberland i England. Orten är belägen 16 km från Alnwick. Wooperton var en civil parish 1866–1955 när det uppgick i Roddam. Civil parish hade 47 invånare år 1951.